# Córdobský emirát
Córdobský emirát je historický státní útvar, který se mezi lety 756–929 rozprostíral na většině území Pyrenejského poloostrova.
Emirát založil v roce 756 Umajjovec Abd ar-Rahmán I. Hlavním městem emirátu byla Córdoba, ve které v době emirátu vznikla Mezquita – velká mešita – i další významné stavby. Když se v roce 929 Abd ar-Rahmán III. prohlásil za chalífu, emirát zanikl a dal vzniknout Córdobskému chalífátu.

## Španělští Umajjovci
Poté, co byl Marván II. poražen Abú al-Abbásem a moci v chalífátu se chopila dynastie Abbásovců, založil Hišámův vnuk Abdurrahmán I. na Pyrenejském poloostrově Córdobský emirát (později Córdobský chalífát), stát prakticky nezávislý na moci abbásovských chalífů. Tato nezávislost se projevila i tím, že jeho potomci užívali od roku 929 titul chalífa.
- Abd ar-Rahmán I. (756–788)
- Hišám I. (788–796)
- al-Hakam I. (796–822)
- Abd ar-Rahmán II. (822–852)
- Muhammad I. (852–886)
- al-Mundhir (886–888)
- Abdulláh (888–912)
- Abd ar-Rahmán III. (912–961)
- al-Hakam II. (961–976)
- Hišám II. (976–1009 a 1010–1013)
- Muhammad II. al-Mahdí (1009)
- Sulajmán al-Musta'ín (1009–1010 a 1013–1016)
- Abd ar-Rahmán IV. (1018)
- Abd ar-Rahmán V. (1023)
- Muhammad III. (1023–1025)
- Hišám III. (1027–1031)